# Mercury-Little-Joe 1B
Little Joe 1B (LJ-1B) war ein Testflug im Rahmen des Mercury-Programms. Da mit den beiden vorausgegangenen Missionen Little-Joe 1 und Little-Joe 1A kein Flugabbruch während der maximalen aerodynamischen Belastung simuliert werden konnte, sollte dies mit dieser Mission durchgeführt werden. An Bord der Kapsel befand sich die Rhesusäffin (Macaca mulatta) „Miss Sam“. Sie wurde, wie ihr Vorgänger „Sam“ von Flug Little-Joe 2, nach der US Air Force School of Aviation Medicine benannt. Diesmal gelang der Flugabbruch zum gewünschten Zeitpunkt und Miss Sam war 28 Sekunden der Schwerelosigkeit ausgesetzt. Die Kapsel wurde nach der Wasserung von einem Hubschrauber geborgen und befand sich schon 45 Minuten nach dem Start wieder auf Wallops Island.
Die Maximalgeschwindigkeit betrug 3.307 km/h, die maximale Beschleunigung 4,5 g. Die Kapsel überflog eine Strecke von 19 km, der Gipfelpunkt lag bei einer Höhe von 15 km. Die Nutzlast wog 1.007 kg.
Miss Sam überlebte weitgehend unbeschadet den Testflug. Die Schubänderung beim Abtrennen der Kapsel von der Rettungsrakete ließ sie aufschreien und erst nach etwa 30 Sekunden beruhigte sie sich wieder. Auch bei der planmäßigen Landung im Atlantik etwa 12 Meilen von der Startrampe auf Wallops Island blieb sie unverletzt. Bei der anschließenden medizinischen Untersuchung auf Wallops Island wurde lediglich eine sehr schwache Form von Nystagmus festgestellt. Danach wurde sie in ihr Gehege auf dem US-Luftwaffenstützpunkt Brooks in 
Texas zurückgebracht. Was danach mit ihr geschah, ist nicht bekannt.

## Galerie

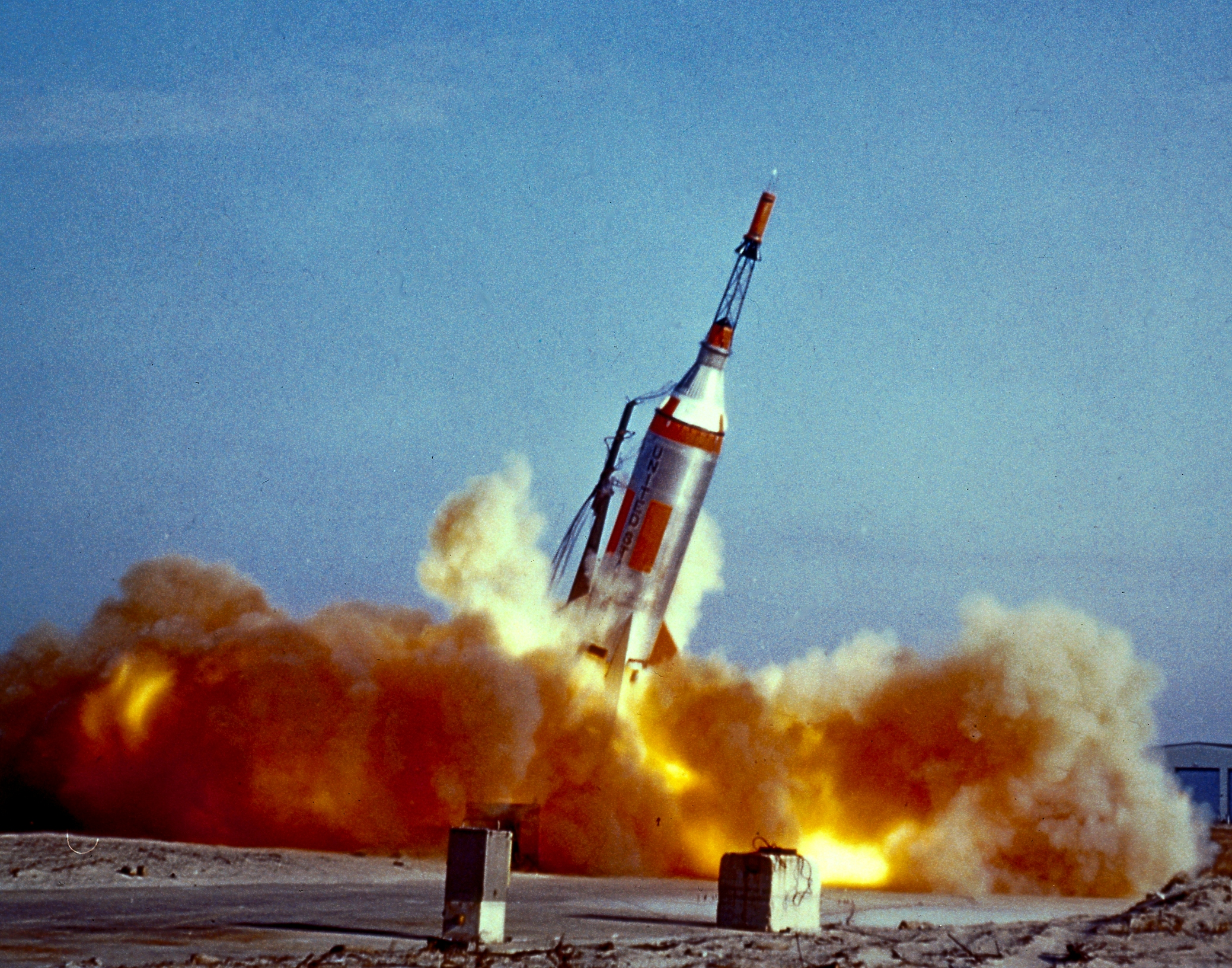
Start von Little Joe 1B von der Wallops Flight Facility am 21. Januar 1960.
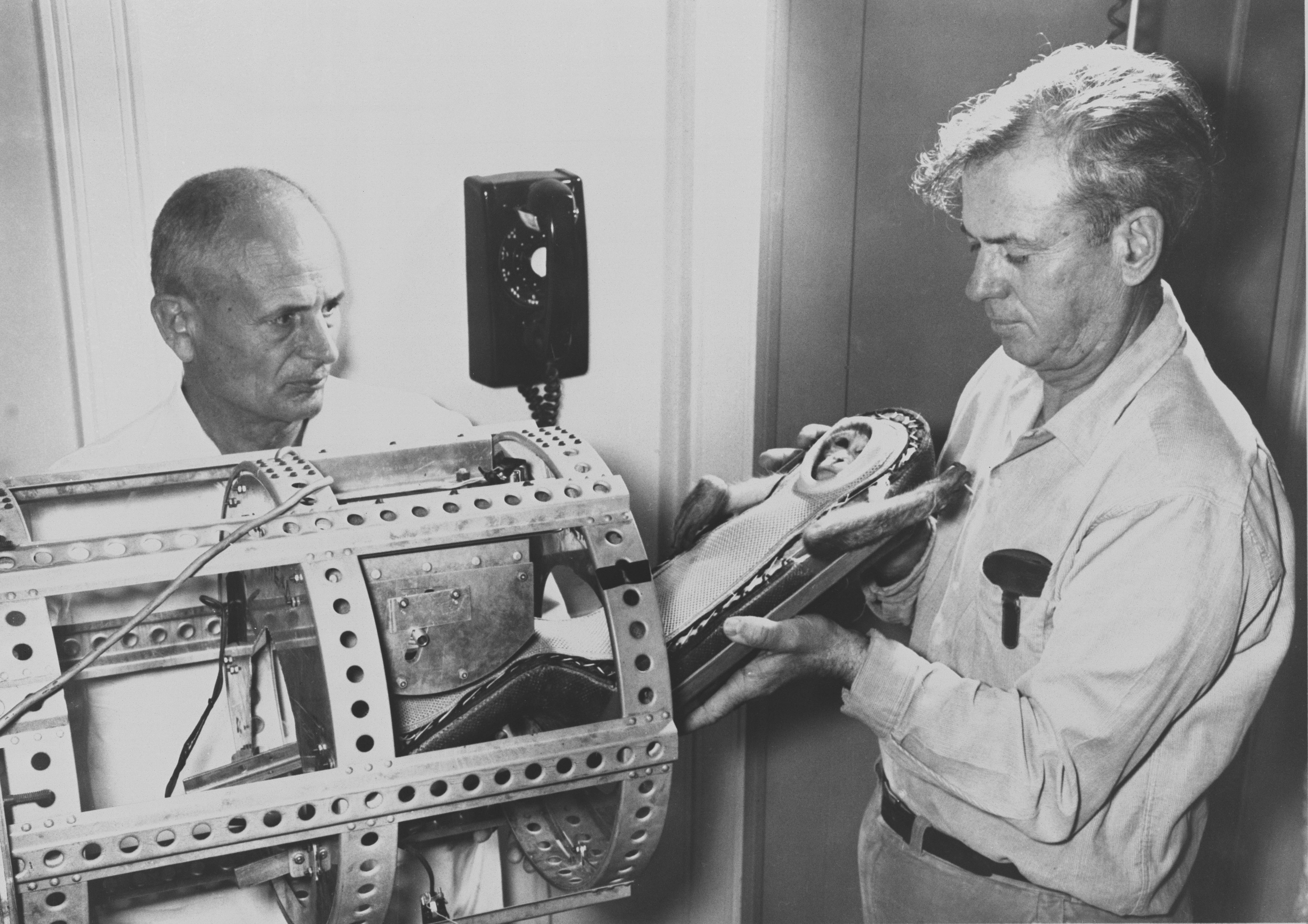
Miss Sam wird für den Flug in einen Container gepackt